# Australië op de Olympische Zomerspelen 1896
Eén atleet uit Victoria, een Britse kolonie die later een onderdeel werd van Australië, nam deel aan de Olympische Zomerspelen 1896 in Athene, Griekenland.
Teddy Flack was geboren in Engeland en was woonachtig in Londen in 1896, maar bracht het grootste deel van zijn leven door in Australië en wordt door het Internationaal Olympisch Comité als een Australisch atleet beschouwd. Hij deed mee aan vijf onderdelen en in drie daarvan won hij een medaille. De twee gouden medailles die Flack behaalde, behaalde hij in de atletiek. Bij het tennis verloor Flack de beide wedstrijden die hij speelde. In het enkelspel verloor hij in de eerste ronde en in het dubbelspel verloor hij in de halve finale. Alhoewel dat destijds geen medaille opleverde, heeft de IOC later met terugwerkende kracht alsnog een bronzen medaille toegekend aan deze prestatie. Omdat Flack samen met een Brit speelde, wordt deze medaille toegerekend aan het gemengd team.
De Union Flag was destijds in gebruik als de vlag voor de Australische kolonies.

## Medailleoverzicht
| Sport    | Olympiër    | Discipline | Medaille |
| -------- | ----------- | ---------- | -------- |
| Atletiek | Teddy Flack | 800 m (m)  | Goud     |
| Atletiek | Teddy Flack | 1500 m (m) | Goud     |

## Deelnemers en resultaten

### Atletiek
| Olympiër    | Discipline   | Resultaat | Prestatie                                  |
| ----------- | ------------ | --------- | ------------------------------------------ |
| Edwin Flack | 800m (m)     | Goud      | serie 1: 1e in 2.10,0 finale: 1e in 2.11,0 |
| Edwin Flack | 1500m (m)    | Goud      | 4.33,2                                     |
| Edwin Flack | marathon (m) | DNF       | niet gefinisht                             |

### Tennis
| Olympiër    | Discipline    | Resultaat | Prestatie                        |
| ----------- | ------------- | --------- | -------------------------------- |
| Edwin Flack | enkelspel (m) | 8e        | 1e ronde: V van GRE Akratopoulos |